# Superligaen 2023-2024
La Superligaen 2023-2024 (chiamata ufficialmente 3F Superliga per motivi di sponsorizzazione), è stata la 110ª edizione della massima serie del campionato di calcio danese. La stagione è iniziata il 23 luglio 2023 ed è terminata il 26 maggio 2024.

## Stagione

### Novità
Al termine della stagione precedente Aalborg e Horsens, sono retrocesse in 1.Division, mentre sono state promosse dalla 1. Division Vejle e Hvidovre, rispettivamente prima e seconda classificate.

### Formula
Le 12 squadre partecipanti si affrontano in gironi di andata-ritorno, in cui ogni squadra gioca 22 partite, al termine delle quali le prime sei disputeranno i successivi play-off mentre le altre sei i play-out, in cui ogni squadra gioca ulteriori 10 partite. Al termine della stagione la squadra campione si qualificherà per i play-off della UEFA Champions League 2024-2025, mentre la seconda classificata per il secondo turno di qualificazione della UEFA Conference League 2024-2025, mentre la squadra classificatasi terza disputa uno spareggio con la prima classificata del girone play-out per un posto in Europa Conference League. Le ultime due squadre classificate dei Play-out retrocederanno in 1. Division.

## Squadre partecipanti
| Club         | Stagione | Città          | Stadio                    | Stagione precedente                            |
| ------------ | -------- | -------------- | ------------------------- | ---------------------------------------------- |
| Aarhus       | dettagli | Aarhus         | Ceres Park                | 3º posto in Superligaen                        |
| Brøndby      | dettagli | Brøndby        | Brøndby Stadion           | 5º posto in Superligaen                        |
| Copenaghen   | dettagli | Copenaghen     | Parken Stadium            | 1º posto in Superligaen, Campione di Danimarca |
| Hvidovre     | dettagli | Hvidovre       | Hvidovre Stadion          | 2º posto in 1. Division, promosso              |
| Lyngby       | dettagli | Lyngby-Taarbæk | Stadio Lyngby             | 10º posto in Superligaen                       |
| Midtjylland  | dettagli | Herning        | MCH Arena                 | 7º posto in Superligaen                        |
| Nordsjælland | dettagli | Farum          | Farum Park                | 2º posto in Superligaen                        |
| Odense       | dettagli | Odense         | Stadio Fionia Park        | 8º posto in Superligaen                        |
| Randers      | dettagli | Randers        | Stadio Essex Park Randers | 6º posto in Superligaen                        |
| Silkeborg    | dettagli | Silkeborg      | JYSK Park                 | 9º posto in Superligaen                        |
| Vejle        | dettagli | Vejle          | Vejle Stadion             | 1º posto in 1. Division, promosso              |
| Viborg       | dettagli | Viborg         | Viborg Stadion            | 4º posto in Superligaen                        |

### Allenatori e primatisti
| Squadra      | Allenatore           | Calciatore più presente | Cannoniere |
| ------------ | -------------------- | ----------------------- | ---------- |
| Aarhus       | Uwe Rösler           |                         |            |
| Brøndby      | Jesper Sørensen      |                         |            |
| Copenaghen   | Jacob Neestrup       |                         |            |
| Hvidovre     | Per Frandsen         |                         |            |
| Lyngby       | Freyr Alexandersson  |                         |            |
| Midtjylland  | Thomas Thomasberg    |                         |            |
| Nordsjælland | Johannes Hoff Thorup |                         |            |
| Odense       | Andreas Alm          |                         |            |
| Randers      | Rasmus Bertelsen     |                         |            |
| Silkeborg    | Kent Nielsen         |                         |            |
| Vejle        | Ivan Prelec          |                         |            |
| Viborg       | Jacob Friis          |                         |            |

## Prima fase

### Classifica
Aggiornata al 12 novembre 2023 .
|  | Pos. | Squadra      | Pt | G  | V  | N | P  | GF | GS | DR  |
|  | ---- | ------------ | -- | -- | -- | - | -- | -- | -- | --- |
|  | 1.   | Midtjylland  | 48 | 22 | 15 | 3 | 4  | 43 | 23 | +20 |
|  | 2.   | Brøndby      | 47 | 22 | 14 | 5 | 3  | 44 | 20 | +24 |
|  | 3.   | Copenaghen   | 45 | 22 | 14 | 3 | 5  | 45 | 23 | +22 |
|  | 4.   | Nordsjælland | 37 | 22 | 10 | 7 | 5  | 35 | 21 | +14 |
|  | 5.   | Aarhus       | 36 | 22 | 9  | 9 | 4  | 26 | 21 | +5  |
|  | 6.   | Silkeborg    | 27 | 22 | 8  | 3 | 11 | 28 | 32 | -4  |
|  | 7.   | Odense       | 24 | 22 | 6  | 6 | 10 | 25 | 32 | -7  |
|  | 8.   | Lyngby       | 23 | 22 | 6  | 5 | 11 | 27 | 39 | -12 |
|  | 9.   | Viborg       | 23 | 22 | 6  | 5 | 11 | 24 | 37 | -13 |
|  | 10.  | Randers      | 23 | 22 | 5  | 8 | 9  | 23 | 37 | -14 |
|  | 11.  | Vejle        | 19 | 22 | 4  | 7 | 11 | 19 | 26 | -7  |
|  | 12.  | Hvidovre     | 11 | 22 | 2  | 5 | 15 | 17 | 45 | -28 |

Legenda:
      Ammesse ai Play-off
      Ammesse ai Play-out
Regolamento:
Tre punti per la vittoria, uno per il pareggio, zero per la sconfitta.

### Risultati

#### Tabellone
Aggiornato al 12 novembre 2023 
|              | Aar  | Brø  | Cop  | Hvi  | Lyn  | Mid  | Nor  | Ode  | Ran  | Sil  | Vej  | Vib  |
| ------------ | ---- | ---- | ---- | ---- | ---- | ---- | ---- | ---- | ---- | ---- | ---- | ---- |
| Aarhus       | –––– | 0-3  | 1-1  | 1-0  | 1-0  | 2-3  | 1-3  | 1-1  | 2-1  | 2-2  | 1-0  | 2-0  |
| Brøndby      | 1-1  | –––– | 2-3  | 4-0  | 3-0  | 1-0  | 2-1  | 1-2  | 3-1  | 4-1  | 1-1  | 1-0  |
| Copenaghen   | 1-2  | 0-0  | –––– | 4-0  | 4-0  | 0-2  | 2-0  | 2-1  | 4-0  | 1-3  | 2-1  | 2-0  |
| Hvidovre     | 0-2  | 0-3  | 0-2  | –––– | 0-1  | 1-4  | 1-2  | 1-5  | 1-3  | 1-2  | 1-1  | 2-2  |
| Lyngby       | 0-2  | 3-3  | 1-2  | 2-4  | –––– | 4-1  | 1-1  | 2-2  | 1-0  | 2-0  | 1-1  | 2-0  |
| Midtjylland  | 1-1  | 0-1  | 2-0  | 1-0  | 2-1  | –––– | 2-0  | 2-1  | 2-2  | 2-0  | 3-0  | 5-1  |
| Nordsjælland | 0-0  | 3-1  | 2-2  | 0-0  | 3-2  | 3-0  | –––– | 0-1  | 1-1  | 3-1  | 1-0  | 4-1  |
| Odense       | 1-1  | 0-3  | 0-2  | 0-2  | 1-2  | 1-2  | 1-1  | –––– | 2-2  | 0-3  | 1-2  | 1-2  |
| Randers      | 1-1  | 2-2  | 2-4  | 2-2  | 1-0  | 0-1  | 0-5  | 0-1  | –––– | 1-0  | 0-0  | 1-0  |
| Silkeborg    | 0-1  | 1-2  | 0-3  | 1-0  | 5-0  | 1-4  | 2-0  | 0-0  | 1-1  | –––– | 2-1  | 2-0  |
| Vejle        | 0-0  | 0-1  | 2-3  | 3-1  | 1-0  | 1-2  | 0-0  | 0-1  | 1-2  | 2-0  | –––– | 1-1  |
| Viborg       | 2-1  | 1-2  | 2-1  | 0-0  | 2-2  | 2-2  | 0-2  | 1-2  | 3-0  | 2-1  | 2-1  | –––– |

## Seconda fase

### Play-off Championship

#### Classifica finale
|                      | Pos. | Squadra      | Pt | G  | V  | N  | P  | GF | GS | DR  |
| -------------------- | ---- | ------------ | -- | -- | -- | -- | -- | -- | -- | --- |
| Danimarca (bandiera) | 1.   | Midtjylland  | 63 | 32 | 19 | 6  | 7  | 62 | 43 | +19 |
|                      | 2.   | Brøndby      | 62 | 32 | 18 | 8  | 6  | 60 | 35 | +25 |
|                      | 3.   | Copenaghen   | 59 | 32 | 18 | 5  | 9  | 64 | 38 | +26 |
|                      | 4.   | Nordsjælland | 58 | 32 | 16 | 10 | 6  | 60 | 34 | +26 |
|                      | 5.   | Aarhus       | 44 | 32 | 11 | 11 | 10 | 42 | 46 | -4  |
| [ 1 ]                | 6.   | Silkeborg    | 36 | 32 | 10 | 6  | 16 | 39 | 50 | -11 |

Legenda:
      Campione di Danimarca e ammessa alla UEFA Champions League 2024-2025
      Ammessa alla  UEFA Europa League 2024-2025
      Ammessa alla UEFA Europa Conference League 2024-2025.
 Ammessa allo spareggio qualificazione della UEFA Europa Conference League 2024-2025
Regolamento:
Tre punti per la vittoria, uno per il pareggio, zero per la sconfitta.

#### Risultati
|              | Aar  | Brø  | Cop  | Mid  | Nor  | Sil  |
| ------------ | ---- | ---- | ---- | ---- | ---- | ---- |
| Aarhus       | –––– | 2-2  | 3-2  | 0-1  | 1-3  | 0-1  |
| Brøndby      | 2-3  | –––– | 1-3  | 2-1  | 1-0  | 1-1  |
| Copenaghen   | 3-2  | 1-2  | –––– | 1-2  | 1-1  | 2-0  |
| Midtjylland  | 2-1  | 3-2  | 2-2  | –––– | 2-3  | 3-3  |
| Nordsjælland | 7-2  | 1-1  | 2-1  | 3-3  | –––– | 4-1  |
| Silkeborg    | 2-2  | 0-2  | 0-3  | 3-0  | 0-1  | –––– |

### Classifica finale
|  | Pos. | Squadra  | Pt | G  | V  | N  | P  | GF | GS | DR  |
|  | ---- | -------- | -- | -- | -- | -- | -- | -- | -- | --- |
|  | 7.   | Randers  | 41 | 32 | 10 | 11 | 11 | 41 | 49 | -8  |
|  | 8.   | Viborg   | 40 | 32 | 11 | 7  | 14 | 38 | 48 | -10 |
|  | 9.   | Vejle    | 36 | 32 | 9  | 9  | 14 | 32 | 36 | -4  |
|  | 10.  | Lyngby   | 36 | 32 | 9  | 9  | 14 | 39 | 53 | -14 |
|  | 11.  | Odense   | 32 | 32 | 8  | 8  | 16 | 37 | 48 | -11 |
|  | 12.  | Hvidovre | 20 | 32 | 4  | 8  | 20 | 27 | 61 | -34 |

Legenda:
 Ammessa allo spareggio qualificazione della UEFA Europa Conference League 2024-2025
      Retrocessa in 1.Division 2024-2025
Regolamento:
Tre punti per la vittoria, uno per il pareggio, zero per la sconfitta.

#### Risultati
|          | Hvi  | Lyn  | Ode  | Ran  | Vej  | Vib  |
| -------- | ---- | ---- | ---- | ---- | ---- | ---- |
| Hvidovre | –––– | 0-0  | 1-2  | 1-3  | 2-1  | 0-1  |
| Lyngby   | 1-1  | –––– | 0-0  | 2-1  | 1-1  | 3-1  |
| Odense   | 1-2  | 1-2  | –––– | 2-0  | 0-1  | 1-3  |
| Randers  | 2-2  | 6-2  | 2-2  | –––– | 1-0  | 1-0  |
| Vejle    | 2-0  | 1-0  | 3-2  | 1-2  | –––– | 1-1  |
| Viborg   | 3-1  | 2-1  | 2-1  | 0-0  | 1-2  | –––– |

## Spareggio Europa Conference League
|            | Risultati |         | Luogo e data               |
| ---------- | --------- | ------- | -------------------------- |
| Copenaghen | 2-1       | Randers | Copenaghen, 31 maggio 2024 |
|            |           |         |                            |

## Statistiche

### Squadre

#### Capoliste solitarie
|    | —— | —— | —— | —— | —— | —— | —— | —— | ——  | ——  | ——  | ——  | ——  | ——  | ——  | ——  | ——  | ——  | ——  | ——  | ——  | ——  | ——  | ——  | ——  | ——  | ——  | ——  | ——  | ——  | ——  | —— |  |
|    |    |    |    |    |    |    |    |    |     |     |     |     |     |     |     |     |     |     |     |     |     |     |     |     |     |     |     |     |     |     |     |    |  |
|    |    |    |    |    |    |    |    |    |     |     |     |     |     |     |     |     |     |     |     |     |     |     |     |     |     |     |     |     |     |     |     |    |  |
|    |    |    |    |    |    |    |    |    |     |     |     |     |     |     |     |     |     |     |     |     |     |     |     |     |     |     |     |     |     |     |     |    |  |
| 1ª | 2ª | 3ª | 4ª | 5ª | 6ª | 7ª | 8ª | 9ª | 10ª | 11ª | 12ª | 13ª | 14ª | 15ª | 16ª | 17ª | 18ª | 19ª | 20ª | 21ª | 22ª | 23ª | 24ª | 25ª | 26ª | 27ª | 28ª | 29ª | 30ª | 31ª | 32ª |    |  |

#### Primati
- Maggior numero di vittorie: Copenaghen e Nordsjaelland (4)
- Minor numero di vittorie: 3 squadre (0)
- Maggior numero di pareggi: Hvidovre e Randers (2)
- Minor numero di pareggi: 4 squadre (0)
- Maggior numero di sconfitte: Vejle (4)
- Minor numero di sconfitte: Nordsjaelland e Copenaghen (0)
- Miglior attacco: Nordsjaelland (15 gol fatti)
- Peggior attacco: Hvidovre (2 gol fatti)
- Miglior difesa: Nordsjaelland (3 gol subiti)
- Peggior difesa: Randers (13 gol subiti)
- Miglior differenza reti: Nordsjaelland (+12)
- Peggior differenza reti: Randers (-9)

### Individuali

#### Classifica marcatori
Aggiornata al 18 agosto 2023 
| Gol |  |  | Giocatore          | Squadra       |
| --- |  |  | ------------------ | ------------- |
| 5   |  |  | Ernest Nuamah      | Nordsjaelland |
| 4   |  |  | Nicolai Vallys     | Brøndby       |
| 4   |  |  | Diogo Gonçalves    | Copenaghen    |
| 3   |  |  | Cho Gue-sung       | Midtjylland   |
| 2   |  |  | Benjamin Nygren    | Nordsjaelland |
| 2   |  |  | Alfreð Finnbogason | Lyngby        |
| 2   |  |  | Roony Bardghji     | Copenaghen    |
| 2   |  |  | Bashkim Kadrii     | Odense        |
| 2   |  |  | Marcus Ingvartsen  | Nordsjaelland |